# Cyrtandra nemorosa
Cyrtandra nemorosa är en tvåhjärtbladig växtart som beskrevs av Carl Ludwig von Blume. Cyrtandra nemorosa ingår i släktet Cyrtandra och familjen Gesneriaceae. Inga underarter finns listade i Catalogue of Life.